# IJsseldelta (waterschap)
Waterschap IJsseldelta  was een waterschap in de provincie Overijssel in de gemeenten Kampen, IJsselmuiden en Genemuiden.
Waterschap IJsseldelta ontstond in 1970 uit een samenvoeging van de waterschappen Mastenbroek, De Koekoek, Zwijnsleger en de Hagens, de bedijking langs Dronthen, Broeken en Maten, Dronthen, Kamperveen, de Onderdijkse Polder, de IJssellanden, de Zuiderzeepolder bij Genemuiden, Hoog en Laag Zalk en De Pieper. Het waterschapskantoor stond in Kampen, Buitensingel 1.
Het waterschap kreeg in december 1993 en februari 1995 te maken met hoge waterstanden in de IJssel. Hierop volgden dijkverzwaringen langs de IJssel en de bouw van een balgstuw bij Ramspol. 
Waterschap IJsseldelta ging in 1997 op in het waterschap Groot Salland. De laatste dijkgraaf was Albert van Ittersum.